# أليكساندر ميروشنيشنكو
أليكساندر ميروشنيشنكو (26 أبريل 1964 – 19 مايو 2003) هو ملاكم من الاتحاد السوفيتي راحل، مثّل بلاده في الألعاب الأولمبية الصيفية 1988.

## روابط خارجية
أليكساندر ميروشنيشنكو على موقع بوكس ريك (الإنجليزية) (registration required)
- أليكساندر ميروشنيشنكو على موقع أوليمبيديا (الإنجليزية)